# Amber Rayne
Amber Rayne, née le 19 septembre 1984 à Détroit dans le Michigan et morte le 2 avril 2016, est une actrice de films pornographiques américaine.

## Biographie
Amber Rayne a des origines écossaises, irlandaises, italiennes et Amérindiennes, elle a eu deux sœurs.
Amber Rayne fait des films ultra hard depuis 2006, elle est brune avec des petits seins (32A-22-24). En 2008 elle joue dans Night of the Giving Head, une parodie X de La Nuit des morts-vivants, qui a reçu un AVN Award. Ses parents sont informés de sa carrière, au départ très déçus, ils finissent par la soutenir.
Amber Rayne a.k.a. "The Rogue" a eu une petite carrière dans l'Ultimate surrender (Kink.com) en 2008 contre Ava Devine.
Amber Rayne meurt dans son sommeil, chez elle, dans la nuit du 2 au 3 avril 2016. Le décès serait peut-être dû à une overdose accidentelle ,.

## Récompenses et nominations
Récompenses
- 2009 : AVN Award - Unsung Starlet of the Year
- 2009 : XRCO Award - Unsung Siren[5]

nominations
+ 17 nominations
- 2007 : AVN Award Nommée - Most Outrageous Sex Scene pour American Gokkun (2006)
- 2008 : AVN Award Nommée - Best All-Girl Group Sex Scene
- 2009 : AVN Award Nommée - Best Threeway Sex Scene pour Bad News Bitches 3 (2008)
- 2009 : AVN Award Nommée - Best Threeway Sex Scene pour Bad News Bitches 3 (2008)
- 2010 : AVN Award Nommée - Female Performer of the Year
- 2010 : AVN Award Nommée - Best All-Girl Group Sex Scene - Big Toy Orgy
- 2010 : AVN Award Nommée - Best All-Girl Group Sex Scene - The Violation of Kylie Ireland
- 2010 : AVN Award Nommée - Best Group Sex Scene - The 8th Day
- 2010 : AVN Award Nommée - Best Supporting Actress - The 8th Day
- 2010 : AVN Award Nommée - Most Outrageous Sex Scene - Deep Anal Abyss 2
- 2012 : AVN Award Nommée - Most Outrageous Sex Scene - Saw: A Hardcore Parody
- 2012 : AVN Award Nommée - Best All-Girl Group Scene - Rezervoir Doggs
- 2013 : AVN Award Nommée - Best All-Girl Group Sex Scene - Buffy The Vampire Slayer XXX: A Parody
- 2013 : Sex Award Nommée - Porn Star of the Year
- 2013 : Xbiz Award Nommée - Best Scene - All-Girl - Buffy The Vampire Slayer XXX: A Parody
- 2016 : AVN Award Nommée - Best Supporting Actress - Wanted
- 2016 : Xbiz Award Nommée - Best Supporting Actress - Wanted

## Filmographie sélective
- American Gokkun 1 (2006)
- Anal Acrobats 2 (2008)
- Anal Acrobats 4 (2009)
- Black In The Crack Black In The Back 2 (2006)
- Fuck Slaves 4 (2008)
- Fucker Veterans (2008)
- Gag Factor 20	JM Productions (2006)
- Gangbang My Face 2 (2007)
- Gangbang Squad 16 (2009)
- Gangland Cream Pie 11	(2007)
- Girlvana 3 (2007)
- Stripped, Spread, Stretched 3, 4 (2007)
- Super Squirters 4
- The 8th Day (2009)
- Saw: A Hardcore Parody (2010)
- Rezervoir Doggs (2011)
- Buffy The Vampire Slayer XXX: A Parody (2012)
- Wanted (2015)